# Лівонія (селище, Нью-Йорк)
Лівонія (англ. Livonia) — селище (англ. village) в США, в окрузі Лівінгстон штату Нью-Йорк. Населення — 1472 особи (2020).

## Географія
Лівонія розташована за координатами 42°49′19″ пн. ш. 77°40′8″ зх. д. / 42.82194° пн. ш. 77.66889° зх. д. (42.821961, -77.668854).  За даними Бюро перепису населення США в 2010 році селище мало площу 2,61 км², уся площа — суходіл.

## Демографія
Згідно з переписом 2010 року, у селищі мешкало 1409 осіб у 573 домогосподарствах у складі 365 родин. Густота населення становила 540 осіб/км².  Було 605 помешкань (232/км²).
Расовий склад населення:
| - 99,1 % — білих - 0,2 % — азіатів - 0,1 % — корінних американців - 0,1 % — чорних або афроамериканців |

До двох чи більше рас належало 0,3 %. Частка іспаномовних становила 1,3 % від усіх жителів.
За віковим діапазоном населення розподілялося таким чином: 26,8 % — особи молодші 18 років, 62,4 % — особи у віці 18—64 років, 10,8 % — особи у віці 65 років та старші. Медіана віку мешканця становила 37,8 року. На 100 осіб жіночої статі у селищі припадало 92,0 чоловіків;  на 100 жінок у віці від 18 років та старших — 89,5 чоловіків також старших 18 років.
Середній дохід на одне домашнє господарство  становив 56 423 долари США (медіана — 46 250), а середній дохід на одну сім'ю — 77 330 доларів (медіана — 66 667). Медіана доходів становила 47 054 долари для чоловіків та 36 964 долари для жінок. За межею бідності перебувало 18,8 % осіб, у тому числі 32,4 % дітей у віці до 18 років та 13,6 % осіб у віці 65 років та старших.
Цивільне працевлаштоване населення становило 564 особи. Основні галузі зайнятості: освіта, охорона здоров'я та соціальна допомога — 33,0 %, мистецтво, розваги та відпочинок — 12,8 %, науковці, спеціалісти, менеджери — 8,9 %, виробництво — 8,9 %.